# 진눈깨비

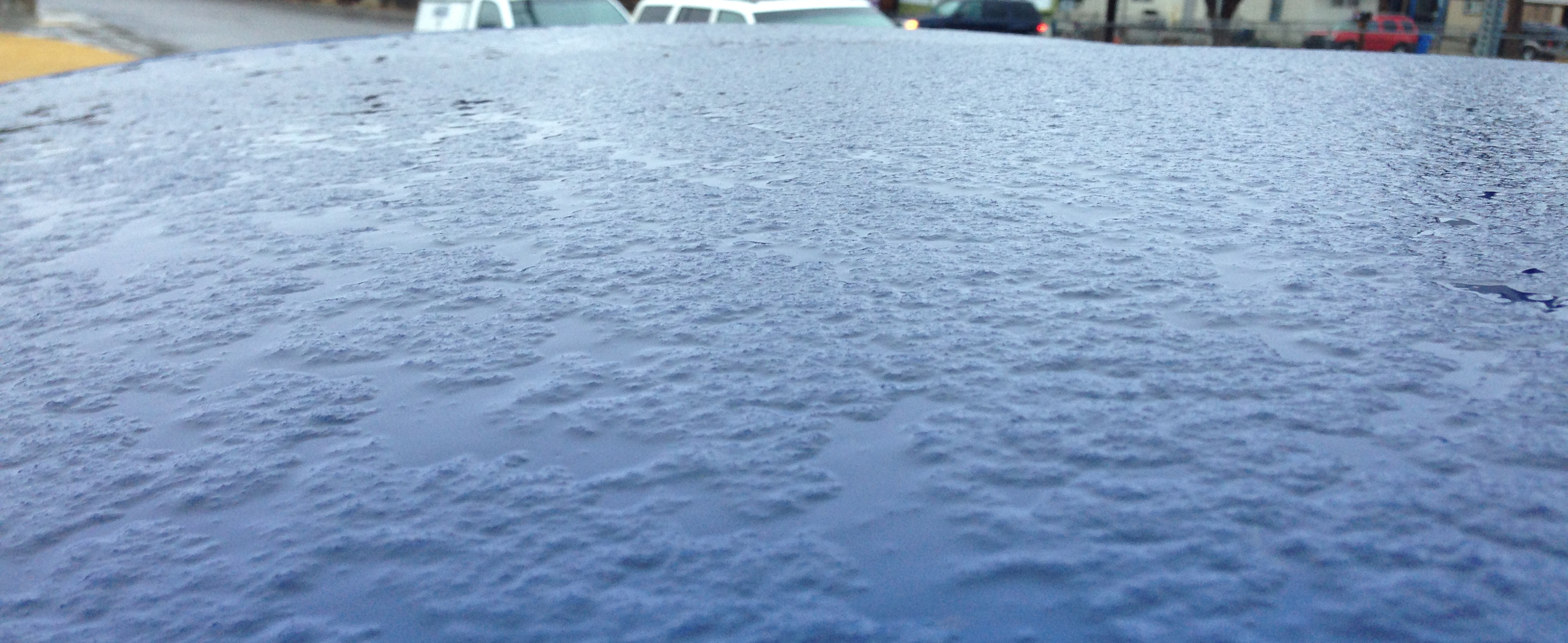
진눈깨비

진눈깨비(영어: Rain and snow mixed, sleet)는 지름이 5mm 미만인 투명한 얼음 알갱이로, 빗방울이 얼거나 부분적으로 녹은 눈송이가 다시 얼어서 만들어진다. 빗방울이나 얼고 녹은 눈송이가 대기의 높은 고도에서 떨어질 때, 지표면 근처에 있는 어는점 아래의 공기층을 지나면서 진눈깨비로 바뀐다.

## 개요
지상의 기온이 0°C이상인 한편 상공 1500m로 -6°C 이상 -3°C 미만일 때 진눈깨비로 내려올 때가 많다. 비가 눈으로 바뀔 때나, 그 역일 때에 잘 볼 수 있다.
진눈깨비는 기상 관측의 분류상은 눈과 동일 취급으로서 기록된다.
예를 들면, 눈보다 먼저 진눈깨비가 처음으로 내렸을 때는 그것이 첫눈이 된다.
비가 얼거나 눈이 일부 녹아 다시 얼거나 하는 등 하여 싸락눈이 내리는 일이 있지만, 싸락눈이 내리고 있을 때는 비와 눈이 내리고 있어도 날씨 기록은 싸락눈이 된다.
1977년 2월 17일에 일본 오키나와현 구메섬 (기상청 오키나와 기상대 구메지마 기상관측소)에서 진눈깨비를 관측해, 이는 오키나와현에서 사상 유일이 되는 공식 눈의 기록이다.

## 일기기호
지상 일기 분석의 일기 기호에서는,
- 23. 전 1시간내에, 소나기성이 아닌 진눈깨비 또는 동우
- 26. 전 1시간내에, 취설 또는 소나기성의 진눈깨비
- 68. 약한 진눈깨비 또는 이슬비와 눈의 혼합
- 69. 보통 또는 강한 진눈깨비 또는 이슬비와 눈의 혼합
- 83. 약한 소나기성의 진눈깨비
- 84. 보통 또는 강한 소나기성의 진눈깨비
- 87. 약한 설산 또는 빙산 (비나 진눈깨비를 수반해도 괜찮다)
- 88. 보통 또는 강한 설산 또는 빙산 (비나 진눈깨비를 수반해도 괜찮다)
- 89. 약한 우박으로, 천둥소리는 없다 (비나 진눈깨비를 수반해도 괜찮다)
- 90. 강한 우박으로, 천둥소리는 없다 (비나 진눈깨비를 수반해도 괜찮다)
- 93. 관측시에 약한 눈, 진눈깨비, 설산, 빙산, 우박 (전 1시간에 뇌전이 있었지만 관측시에 없다)
- 94. 관측시에 보통 또는 강한 설, 진눈깨비, 설산, 빙산, 우박 (전 1시간에 뇌전이 있었지만 관측시에 없다)
- 95. 미만 또는 보통의 뇌전으로, 비, 눈, 진눈깨비를 수반한다
- 97. 강한 뇌전으로, 비, 눈, 진눈깨비를 수반한다

의 14종류가 진눈깨비를 나타낸다.
일본식 일기도에서의 진눈깨비의 일기기호는 상반분이 눈, 하반신이 비의 기호를 서로 더한 것이 되어 있다.

진눈깨비의 일기기호 (일본식)

## 같이 보기
- 우박
- 싸락눈